# Kumarin
A kumarin (IUPAC név: 1-benzopirén-2 ) egy aromás vegyület. Szobahőmérsékleten jellegzetes szagú, színtelen kristályok formájában jelenik meg.

## Története
Először a Diperyx odoratából izolálták, amelynek népszerű neve kumarin volt, a kumarin több mint 27 növénycsaládban van jelen, és a frissen nyírt fű édes illatát adja.

## Leírása, előfordulása
A származékvegyületek egy osztályának, az úgynevezett kumarinoknak az őse, amelyekben közös a kumarin benzopirén szerkezete.
A hidroxikumarinok is sok családban jelen vannak: az umbelliferon, az esculetin és a scopoletin a leggyakoribb a természetben. Az összetettebb kumarinok, például a furokumarinok néhány családra korlátozódnak (rutafélék és zellerfélék); tipikus példák a bergamott illóolajában jelenlévő fototoxikus psoralének (például bergaptén).
Az egyszerű kumarinok benzo-2-piron szerkezete a fahéjsav fenil-akril vázából származik orto-hidroxilezés, az oldallánc kettős kötésének transz-cisz-izomerizációja és laktonizáció révén. A glükóz jó távozó csoport, amely segíti a cisz-transz átalakulást. A Orvosi somkóróban található specifikus enzim specifikusan hidrolizálja a β-glükozidot (β-glükozidáz). A bioszintetikus utat a 7-es pozícióban lévő összes oxigéntartalmú kumarinnak követnie kell. Ezen vegyületek szintézise során figyelni kell a p-kumársav, a kávé- és a ferulasav orto-hidroxilációját.

## Szerepe a gyógyításban
A 4. pozícióban lévő hidroxilezett kumarinok, mint például a dicumarol az orvosi somkóróban, csak intravénásan alkalmazva rendelkeznek erős véralvadásgátló hatással; valójában az emésztési folyamatok során biztonságos vegyületekké bomlanak le. A normál, nem hidroxilezett kumarinok ebben a helyzetben nem, vagy csak kisebb mértékben mutatják ezt az aktivitást. A származtatott vegyületek azonban más farmakológiai tulajdonságokkal is rendelkeznek. Ilyen például a scopoletin és az umbelliferon, vagy az esculetin. A kányabangita valószínűleg részben a scopoletinben és az esculetinben (görcsoldó) lévő tartalomnak köszönheti a magas vérnyomás és a dysmenorrhoea elleni hatását; mindhárom vegyület gyulladáscsökkentő és fájdalomcsillapító hatást mutatott állatmodellekben. A természetgyógyászatban mindenekelőtt ízületi gyulladás elleni szerként használják szénavirágcsomagok formájában, valamint készítményként olyan növények belső és külső felhasználására, mint az orvosi somkóró, a kerti ruta és a szagos müge. Az esculetin jelen van az vadgesztenyében (gyulladáscsökkentő, lázcsillapító, összehúzó); Különféle furanokumarinok jelen vannak az Apiaceae családban, és a fitokémiai terápia alapját képezték, amelyet az 1940-es években a vitiligo kezelésére alkalmaztak, majd kiterjesztették a pikkelysömör és a mycosis fungoides néven ismert rosszindulatú bőrbetegség kezelésére (8-metoxipsoralén terápia). 8-MOP - több UVA).
Az UVA-sugarakhoz kapcsolódó furanokumarinok valójában serkentik a melanogenezist, és antiproliferatív hatásúak. Míg a 8-MOP esetében a terápiás dózisok gyakorlatilag egybeesnek a fototoxikus reakciókat okozókkal, addig az 5-MOP-pal (bergapten) hatékonyabban és kevesebb mellékhatással érhető el a barnító hatás (fotokémiai védelem), mint a 8-MOP terápiával. A fogpiszkálófűt az ókorban Egyiptomban használták görcsoldóként vesekő és angina pectoris kezelésére; Valószínű, hogy a hatás egy része a visnadin jelenlétének köszönhető, amely piranokumarin pozitív szívkoszorúér- és inotróp értágító hatással rendelkezik. A Khellin görcsoldó hatású, asztma és angina pectoris kezelésére használják.

### Dózisa
Az EU még nem határozta meg a kumarin maximális napi adagját. A német hatóságok 2006-ban  a TDI-t (Tolerable Maximum Daily Intake) 0,1 mg/ttkg-ban határozták meg a svájci hatóságoktól átvéve. 

## Fordítás
- Ez a szócikk részben vagy egészben  a   Cumarina című olasz Wikipédia-szócikk ezen változatának fordításán alapul.  Az eredeti cikk szerkesztőit annak laptörténete sorolja fel. Ez a jelzés csupán a megfogalmazás eredetét és a szerzői jogokat jelzi, nem szolgál a cikkben szereplő információk forrásmegjelöléseként.